# Potassic-sadanagaite
La potassic-sadanagaite (simbolo IMA: Psdg) è un rarissimo minerale del supergruppo dell'anfibolo, all'interno del quale viene collocato nel "gruppo degli anfiboli con W(OH,F,Cl)-dominante" e da lì al sottogruppo degli anfiboli di calcio dove occupa un posto nel "gruppo contenente la radice sadanagaite nel nome"; essendo un anfibolo, appartiene agli inosilicati e pertanto alla famiglia minerale dei "silicati", e possiede composizione chimica KCa2(Mg3Al2)(Si5Al3)O22(OH)2.
La potassic-sadanagaite è definita con:
- catione potassio dominante in posizione A
- catione magnesio bivalente Mg2+ dominante in posizione C2+
- catione alluminio trivalente Al3+ dominante in posizione C3+
- anione idrossile OH dominante in posizione W.

## Etimologia e storia
Il nome rimarca la composizione chimica: è una sadanagaite ricca di potassio.
Il minerale è stato scoperto sull'isola di Myojin in Giappone e approvato dall'Associazione Mineralogica Internazionale (IMA) con il nome di magnesio-sadanagaite; con la revisione della nomenclatura del 1997 (IMA 1997) è stata rinominata potassic-magnesiosadanagaite e infine, con la revisione del 2012 (IMA 2012) ha assunto l'attuale nome.

## Classificazione
Nella classica nona edizione della sistematica dei minerali di Strunz, aggiornata dall'Associazione Mineralogica Internazionale fino al 2009, elenca la potassic-sadanagaite come potassicsadanagaite e la colloca nella classe "9. Silicati (germanati)" e da lì nella sottoclasse "9.D Inosilicati"; questa viene suddivisa più finemente in base alla struttura del minerale, in modo tale che la potassic-sadanagaite possa essere trovata nella sezione "9.DE Inosilicati con catene doppie di periodo 2, Si4O11; clinoanfiboli" dove forma il sistema nº 9.DE.10.
Tale classificazione viene in piccola parte rivista nell'edizione successiva, proseguita dal database "mindat.org" e chiamata Classificazione Strunz-mindat, dove la potassic-sadanagaite occupa i medesimi classe, sottoclasse e sezione della nona edizione, per poi venire smistata nel sistema nº 9.DE.15.
Nella Sistematica dei lapis (Lapis-Systematik) di Stefan Weiß la potassic-sadanagaite si trova nella classe dei "silicati" e nella sottoclasse degli "inosilicati"; qui si trova nella sezione riservata ai minerali con struttura "[Si4O11] a due bande 6-; gruppo degli anfiboli; Ca2-anfiboli" dove forma il sistema nº VIII/F.10.
Anche la classificazione dei minerali secondo Dana, usata principalmente nel mondo anglosassone, elenca la potassic-sadanagaite nella famiglia dei "silicati", qui è nella classe degli "inosilicati: catene doppie non ramificate, W=2" e nella sottoclasse degli "inosilicati: catene doppie non ramificate, configurazione anfibolo W=2" dove forma il "gruppo 2, Anfiboli di calcio" con il sistema nº 66.01.03a.

## Abito cristallino
La potassic-sadanagaite cristallizza nel sistema monoclino nel gruppo spaziale C2/m (gruppo nº 12) con i parametri reticolari a = 9,964(2) Å, b = 18,008(3) Å, c = 5,354(2) Å, β = 105,55(2)°, oltre ad avere 2 unità di formula per cella unitaria.

## Origine e giacitura
La potassic-sadanagaite è stata trovata in un'area di contatto granitico composta da marmo dolomitico; la paragenesi è con calcite, calcopirite, corindone, flogopite, pirrotite e titanite.
Il minerale è molto raro ed è stato trovato solo nella sua località tipo, l'isola di Myojin (34.11975°N 133.18444°E) presso Imabari (prefettura di Ehime, Giappone) e sul monte Somma (in Campania, Italia).

## Forma in cui si presenta in natura
La potassic-sadanagaite è stata trovata sotto forma di corti cristalli prismatici o granuli di dimensione fino a qualche centinaio di micrometri. Il minerale è da trasparente a traslucido e possiede lucentezza vitrea; il colore va dal marrone scuro al nero, mentre lo striscio è marrone chiaro.